# Bleeding Love
Bleeding Love е R&B балада, написана от Райън Тедъри Джеси Маккартни и продуцирана от Тедър за дебютния албум на Леона Люис Spirit. Песента е първият сингъл от албума и става най-продаваният сингъл във Великобритания за 2007 година. Песента достига номер 1 в класациите на повече от 25 страни, включително и в България – Bulgarian National Top 40 и в световната класация.